# Coco câline
Singles de Julien Doré
Sublime et Silence
(2016) Porto-Vecchio
(2017)
Clip vidéo
[vidéo] « Coco câline », sur YouTube
Pistes de &
Porto-Vecchio
(1) Sublime et Silence
(3)
Coco câline est une chanson écrite, composée — co-composée par David Faisques — et interprétée par Julien Doré sortie en single le 20 avril 2017, troisième extrait de l'album &.

## Liste de titres
| 1. | Coco câline | Julien Doré, Darko (David Faisques) | 3:45 |

| A1. | Coco câline (Dim Sum Remix)                                | Julien Doré, Darko, Dim Sum                        | 3:56 |
| A2. | Coco câline (Alle Farben Remix)                            | Julien Doré, Darko, Frans Zimmer                   | 3:21 |
| A3. | Coco câline (Addal Remix)                                  | Julien Doré, Darko, Alessandro Addea               | 3:56 |
| B1. | Coco câline (Filatov et Karas Remix)                       | Julien Doré, Darko, Dmitri Filatov, Alexeï Osokine | 3:38 |
| B2. | Coco câline (Tez Cadey, Darko, Malo Brisout de Barneville) | Julien Doré                                        | 3:56 |
| B3. | Coco câline (version karaoké)                              | Julien Doré, Darko                                 | 3:38 |

## Classements et certifications
| Classement (2017-2018)                  | Meilleure position |
| --------------------------------------- | ------------------ |
| Belgique (Flandre Ultratip 100)         | 22                 |
| Belgique (Wallonie Ultratop 50 Singles) | 2                  |
| Belgique (Wallonie Ultratop 50 Airplay) | 1                  |
| France (SNEP)                           | 70                 |
| France (SNEP Radio)                     | 8                  |
| France (SNEP Streaming)                 | 102                |
| France (SNEP Téléchargement)            | 14                 |

| Classement (2017)            | Meilleure position |
| ---------------------------- | ------------------ |
| Belgique (Wallonie Ultratop) | 26                 |

### Certification
| Pays          | Certification | Ventes                        |
| ------------- | ------------- | ----------------------------- |
| France (SNEP) | Diamant       | 50 000 000 équivalents stream |

## Historique de sortie
| Pays                  | Note           | Date          | Format                               | Label    |
| --------------------- | -------------- | ------------- | ------------------------------------ | -------- |
| France / Monde entier | –              | 20 avril 2017 | Téléchargement, streaming, CD single | Columbia |
| France / Monde entier | versions remix | 28 avril 2017 | Téléchargement, streaming, CD single | Columbia |
| France / Monde entier | versions remix | 16 juin 2017  | Vinyle maxi 45 tours                 | Columbia |